# 亞當·拉洛許
大衛·亞當·拉洛許（英語：David Adam LaRoche，1979年11月6日—），為前美國職棒大聯盟的一壘手，生涯曾效力過勇士、海盜、紅襪、響尾蛇、國民與白襪等隊。他的父親戴夫是一名大聯盟投手，弟弟安迪是一名大聯盟三壘手。

## 職業生涯

### 亞特蘭大勇士
2004年，拉洛許登上大聯盟。他和46歲的老將胡立歐·法蘭柯輪替擔任一壘手，並繳出不俗的2成78打擊率。隔年他敲出22轟，在國聯分區賽的打擊率更是高達5成，還在第四場敲出滿貫砲。
2006年，拉洛許正式成為勇士的先發一壘手。7月14日，他單場敲出2轟與5分打點，幫助球隊15比12取勝。整季他的打擊率為2成85，並敲出32轟與90分打點，全部數據都是生涯最佳。

### 匹茲堡海盜
2007年1月17日，勇士將拉洛許和傑米·羅梅克交易到海盜，換來Mike Gonzalez和Brent Lillibridge。他也和他弟弟安迪成為隊友，直到安迪在7月下旬被交易到紅襪。
2009年5月13日，拉洛許成為史上第一位因為重播輔助判決而被沒收全壘打的選手。

### 波士頓紅襪
之後海盜將拉洛許交易到紅襪，換來Hunter Strickland和Argenis Díaz。他在紅襪期間暫居在隊友J·D·德魯的家中，期間打擊率為2成63，並敲出1轟與3分打點。

### 重返亞特蘭大
2009年7月31日，只在紅襪出賽6場比賽的拉洛許被交易到勇士，換來一壘手凱西·柯區曼。

### 亞利桑那響尾蛇
2010年1月14日，拉洛許與響尾蛇簽下1年450萬美元的合約。整季他的打擊率為2成61，並敲出25轟與100分打點。

### 華盛頓國民
2011年1月4日，拉洛許與國民簽下2年合約。他在國民隊的首轟就是延長賽的致勝2分砲，不過這年他的打擊率寫下生涯新低，僅1成78。
2012年，拉洛許在8月的表現相當穩定。9月初，他在面對小熊的四連戰都有開轟記錄，成為史上第六人，而前五位都是名人堂選手。10月2日，他敲出生涯新高的單季33轟，並追平生涯最佳的單季100分打點。這年他首度拿下金手套獎與銀棒獎。
拉洛許拒絕2013年的球員選擇權，最後投身自由市場。不過他在1月8日又和國民續簽兩年2400萬美元的合約。整季他的打擊率為2成37，並敲出20轟與62分打點。2014年，拉洛許觸底反彈，整季打擊率為2成59，並敲出26轟與92分打點。球隊後來在分區賽輸給巨人，而國民也不和拉洛許續約，而決定讓老將萊恩·齊默爾曼擔任一壘手。

### 芝加哥白襪
2014年11月25日，拉洛許與白襪簽下2年2500萬美元的合約。他在2015年6月6日敲出生涯第250轟。
2016年3月15日，拉洛許決定告別棒球。據傳白襪當時因為禁止拉洛許的兒子隨隊參與訓練，導致拉洛許不滿而決定退休。當時他的隊友一度拒絕參加春訓，直到總教練Robin Ventura介入才讓事件平息。

## 生涯打擊成績
| 出賽次數 | 打席 | 打數 | 得分 | 安打 | 二安 | 三安 | 全壘打 | 打點 | 盜壘 | 保送 | 三振 | 打擊率 | 上壘率 | 長打率 | OPS  |
| -------- | ---- | ---- | ---- | ---- | ---- | ---- | ------ | ---- | ---- | ---- | ---- | ------ | ------ | ------ | ---- |
| 1605     | 6329 | 5593 | 752  | 1452 | 340  | 13   | 255    | 882  | 13   | 649  | 1407 | .260   | .336   | .462   | .798 |

## 個人生活
拉洛許高中時曾患有注意力不足過動症，即俗稱的ADHD。他曾在比賽中接到滾地球，但卻忘記踩壘導致跑者安全上壘，最後他在隔一場比賽被總教練從先發名單移除。

## 外部連結
- 球員資訊和成績在MLB，ESPN，Baseball-Reference，Fangraphs（英文）
- 亞當·拉洛許的X（前Twitter）